# Hetty van de Wouw
Hetty van de Wouw (Kaatsheuvel, 29 de mayo de 1998) es una deportista neerlandesa que compite en ciclismo en la modalidad de pista, especialista en la prueba de velocidad por equipos.
Participó en los Juegos Olímpicos de París 2024, obteniendo una medalla de plata en la prueba de keirin.
Ganó cuatro medallas de plata en el Campeonato Mundial de Ciclismo en Pista, en los años 2018 y 2024, y diez medallas en el Campeonato Europeo de Ciclismo en Pista entre los años 2017 y 2025.
En febrero de 2025 estableció una nueva plusmarca mundial del kilómetro contrarreloj (1:04,497).

## Medallero internacional
| Juegos Olímpicos   | Juegos Olímpicos         | Juegos Olímpicos  | Juegos Olímpicos      |
| Año                | Lugar                    | Medalla           | Competición           |
| ------------------ | ------------------------ | ----------------- | --------------------- |
| 2024               | París (Francia)          | Medalla de plata  | Keirin                |
| Campeonato Mundial |                          |                   |                       |
| Año                | Lugar                    | Medalla           | Competición           |
| 2018               | Apeldoorn (Países Bajos) | Medalla de plata  | Velocidad por equipos |
| 2024               | Ballerup (Dinamarca)     | Medalla de plata  | Velocidad individual  |
| 2024               | Ballerup (Dinamarca)     | Medalla de plata  | Velocidad por equipos |
| 2024               | Ballerup (Dinamarca)     | Medalla de plata  | Keirin                |
| Campeonato Europeo |                          |                   |                       |
| Año                | Lugar                    | Medalla           | Competición           |
| 2017               | Berlín (Alemania)        | Medalla de bronce | Velocidad por equipos |
| 2021               | Grenchen (Suiza)         | Medalla de oro    | Velocidad por equipos |
| 2022               | Múnich (Alemania)        | Medalla de plata  | Velocidad por equipos |
| 2023               | Grenchen (Suiza)         | Medalla de bronce | Velocidad por equipos |
| 2023               | Grenchen (Suiza)         | Medalla de bronce | 500 m contrarreloj    |
| 2024               | Apeldoorn (Países Bajos) | Medalla de bronce | Velocidad por equipos |
| 2024               | Apeldoorn (Países Bajos) | Medalla de bronce | Keirin                |
| 2025               | Heusden-Zolder (Bélgica) | Medalla de oro    | Velocidad por equipos |
| 2025               | Heusden-Zolder (Bélgica) | Medalla de oro    | 1 km contrarreloj     |
| 2025               | Heusden-Zolder (Bélgica) | Medalla de bronce | Keirin                |

1. 1 2  Compitió en la ronda de clasificación.